# Автошлях Т 1029
Автошлях Т 1029 — автомобільний шлях територіального значення в Київській області. Проходить територією Кагарлицького, Миронівського та Богуславського районів. Загальна довжина — 38,9 км.